# Kupcsok Péter
Kupcsok Péter (Tatabánya, 1989. június 13. –) politikus, önkormányzati képviselő, a Fidelitas országos alelnöke, a Fidesz tatabányai csoportjának alelnöke, Fidelitas tatabányai elnöke, Tatabányai Fidesz frakció szóvivője, Fidesz országos választmányának tagja.

## Élete
Középiskolai tanulmányait a Mikes Kelemen Felnőtt és Ifjúsági Gimnáziumban fejezte be. Végzettsége szerint sportszervező és menedzser. Korábbi munkái során a tatabányai és a megyei kis- és középvállalkozások nemzetközi piacra jutását segítette, valamint az ifjúsági, kulturális és sportrendezvények közönségszervezését, illetve a támogatói források felkutatását látta el.
Számos kezdeményezés fűződik a nevéhez: ingyenes wi-fi pontok Tatabánya város különböző területein, ingyenes tanulóbérletek tatabányai általános és középiskolás diákok számára, számos tatabányai játszótér és kutyafuttató felújítása.
Kiemelt témái köze tartozik az állatvédelem, számos állatvédelmi és felelős állattartással kapcsolatos oktatást szervezett a tatabányai általános és középiskolákban, évente több alkalommal adományt visz a Tatabányai Ebrendészeti telepre.
2023. áprilisában immár tizenegyedik alkalommal szervezte meg a Tegyük tisztába! környezetvédelmi akciót Tatabányán, melynek fő célja az illegális hulladéklerakó pontok felszámolása a megyeszékhelyen.
Édesapja Kupcsok Lajos, aki a rendszerváltás előtt a Magyar Kommunista Ifjúsági Szövetség Komárom-Esztergom megyei bizottságánál vállalt különböző pozíciókat, 2010 és 2014 között pedig Fidesz színekben országgyűlési képviselő.

## Politikai pályafutás
2016. A Fidelitas tatabányai szervezetének elnöke
2017. A Fidelitas Komárom-Esztergom megyei választmányának elnöke
2019. A Fidesz tatabányai csoportjának alelnöke
2019. Önkormányzati képviselő
2019. Tatabányai Fidesz frakciószóvivő
2020. július a Fidelitas Országos Választmányának alelnöke
2021. Fidesz Országos Választmányának tagja
2022. Fidelitas országos alelnöke